# سامي لي (غطاس)
سامي لي (بالإنجليزية: Sammy Lee) هو غطاس أمريكي، ولد في 1 أغسطس 1920 في فريسنو في الولايات المتحدة، وتوفي في 2 ديسمبر 2016 في شاطئ نيوبورت في الولايات المتحدة بسبب ذات الرئة.

## وصلات خارجية
- صموئيل لي على موقع الاتحاد الدولي للسباحة (الإنجليزية)
- صموئيل لي على موقع قاعة مشاهير السباحة العالمية (الإنجليزية)
- صموئيل لي على موقع اللجنة الأولمبية الدولية (الإنجليزية)
- صموئيل لي على موقع أوليمبيديا (الإنجليزية)
- صموئيل لي على موقع الموسوعة البريطانية (الإنجليزية)
- صموئيل لي على موقع إن إن دي بي (الإنجليزية)